# أنتوني إدواردز (مجدف)
أنتوني إدواردز (بالإنجليزية: Anthony Edwards)‏ هو مجدف أسترالي، ولد في 22 ديسمبر 1972 في بالارات في أستراليا.

## وصلات خارجية
- أنتوني إدواردز على موقع الاتحاد الدولي للتجديف (الإنجليزية)
- أنتوني إدواردز على موقع اللجنة الأولمبية الدولية (الإنجليزية)
- أنتوني إدواردز على موقع أوليمبيديا (الإنجليزية)
- أنتوني إدواردز على موقع اللجنة الأولمبية الأسترالية (الإنجليزية)